# Tres Valles
Tres Valles là một đô thị thuộc bang Veracruz, México. Năm 2005, dân số của đô thị này là 42855 người.